# Georgengarten (Hannover)

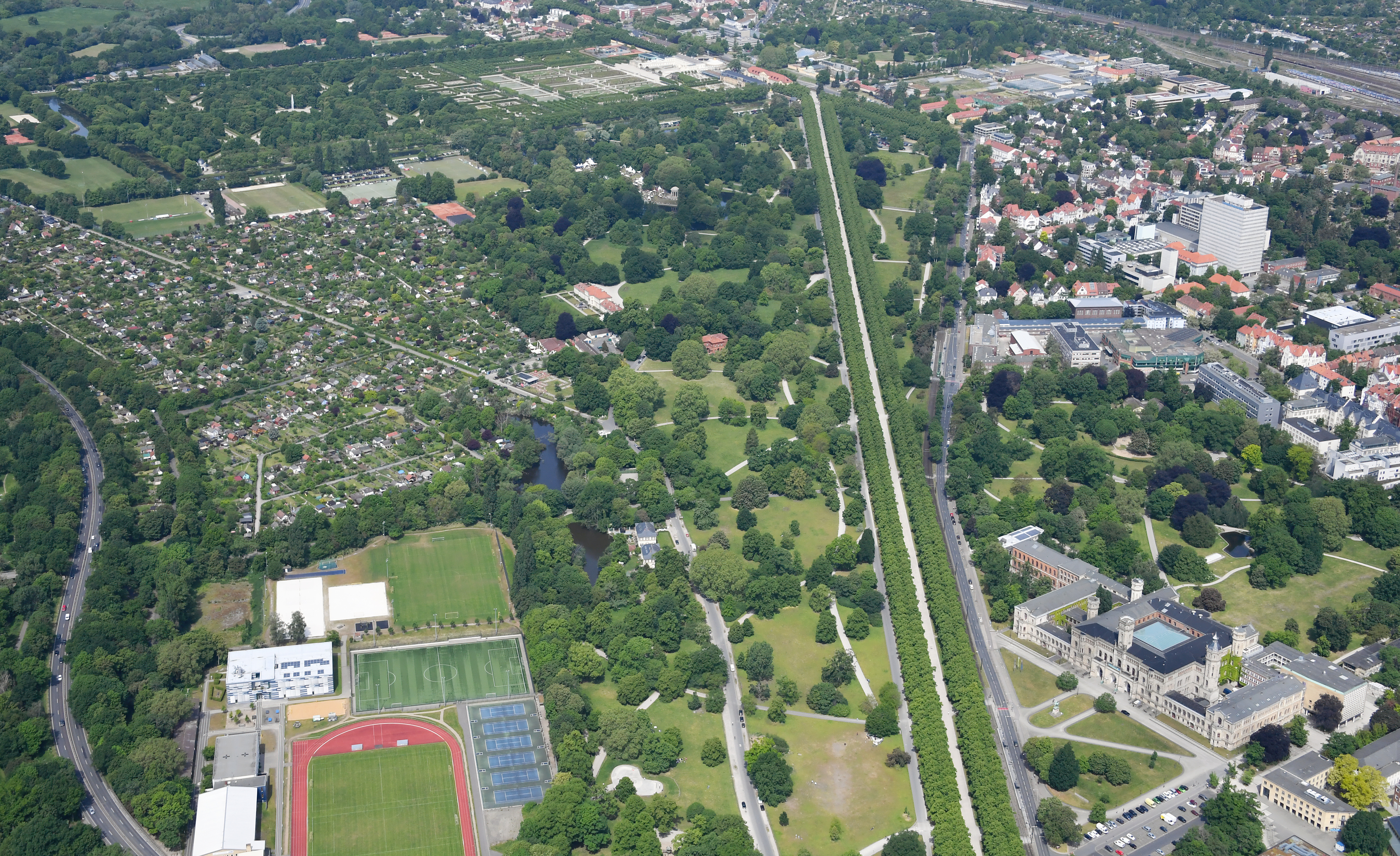
Luftbild des Georgengartens links der Herrenhäuser Allee

Der Georgengarten im hannoverschen Stadtteil Nordstadt ist ein Stadtpark im Stil englischer Landschaftsgärten. Zusammen mit dem Großen Garten, dem Berggarten und dem Welfengarten gehört er zu den Herrenhäuser Gärten. Benannt wurde er zu Ehren des britischen Königs Georg IV.

## Geschichte
Die Geschichte des Georgengartens begann im Jahr 1700, als im Überschwemmungsgebiet der Leine (auch als Leinemasch bezeichnet) Landsitze des kurhannoverschen Hofadels errichtet wurden. 1726 erfolgte die Anlage der zwei Kilometer langen, vierreihigen Herrenhäuser Allee, die das Schloss Herrenhausen mit Hannover verband. 1768 kaufte Graf Johann Ludwig von Wallmoden-Gimborn die zu den adligen Landsitzen gehörigen Gärten auf und fasste sie zum „Wallmodengarten“ zusammen. Zwischen 1781 und 1796 wurde das Wallmodenschloss errichtet und beherbergte fortan die Kunstsammlung des Grafen. Im Jahre 1826 kamen zwei Gartenhäuser nach Plänen von Georg Ludwig Friedrich Laves in unmittelbarer Nähe des Wallmodenschlosses hinzu.

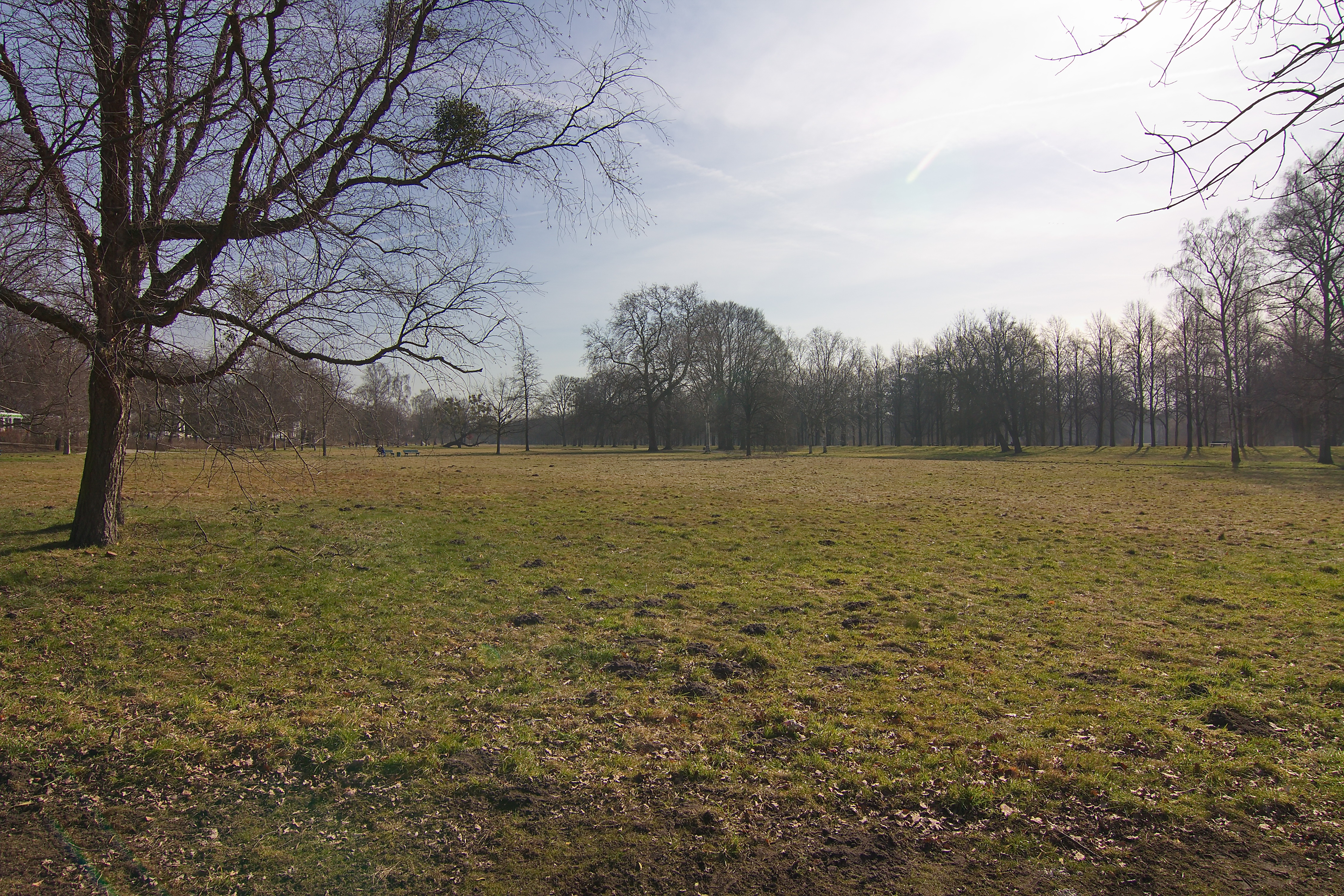
Rasenfläche im Georgengarten

Von 1828 bis 1843 wurde der Park in einen Englischen Landschaftspark umgebaut. Man ließ die Wasserläufe der ehemaligen einzelnen Gärten zu Teichen vergrößern. Der umgebaute Park wurde nach Georg IV. von Hannover in Georgengarten umbenannt. Von 1835 bis 1841 zeichnete der Gartenmeister Christian Schaumburg für die Umgestaltung verantwortlich. In dieser Zeit entstanden drei Brücken nach Plänen von Laves. Dies waren die Fahrbrücke von 1837, die Augustenbrücke von 1840 und die Friederikenbrücke von 1840, die über die Graft hinweg den Großen Garten mit dem Georgengarten verbindet. Zwischenzeitlich benannte man das Wallmodenschloss in Georgenpalais um; heute beherbergt es das Wilhelm-Busch-Museum.
1857 entstand ebenfalls nach Plänen von Laves eine Toranlage am Ende der Herrenhäuser Allee zum Königsworther Platz hin. Das andere Ende der Allee liegt an der Orangerie des Großen Gartens, wo sich der Haupteingang in die Barockanlage befindet. In den 1960er Jahren wurde das Tor abgebrochen, eine Nachbildung mit einigen Originalsteinen der Pfeiler wurde im Juli 2007 wieder aufgebaut.
Die Stadt Hannover kaufte 1921 den Park. Die Nutzung als Gemüsebeet während und die Zerstörungen zum Ende des Zweiten Weltkrieges erforderten umfangreiche Erneuerungsarbeiten, um die alte Form wiederherzustellen.
In der Mitte des Georgengartens wurde 1935 zu Ehren des Gelehrten Gottfried Wilhelm Leibniz der Leibniztempel aufgestellt. Der Monopteros war 1787 bis 1790 auf dem damaligen Paradeplatz (dem späteren Waterlooplatz) errichtet worden.

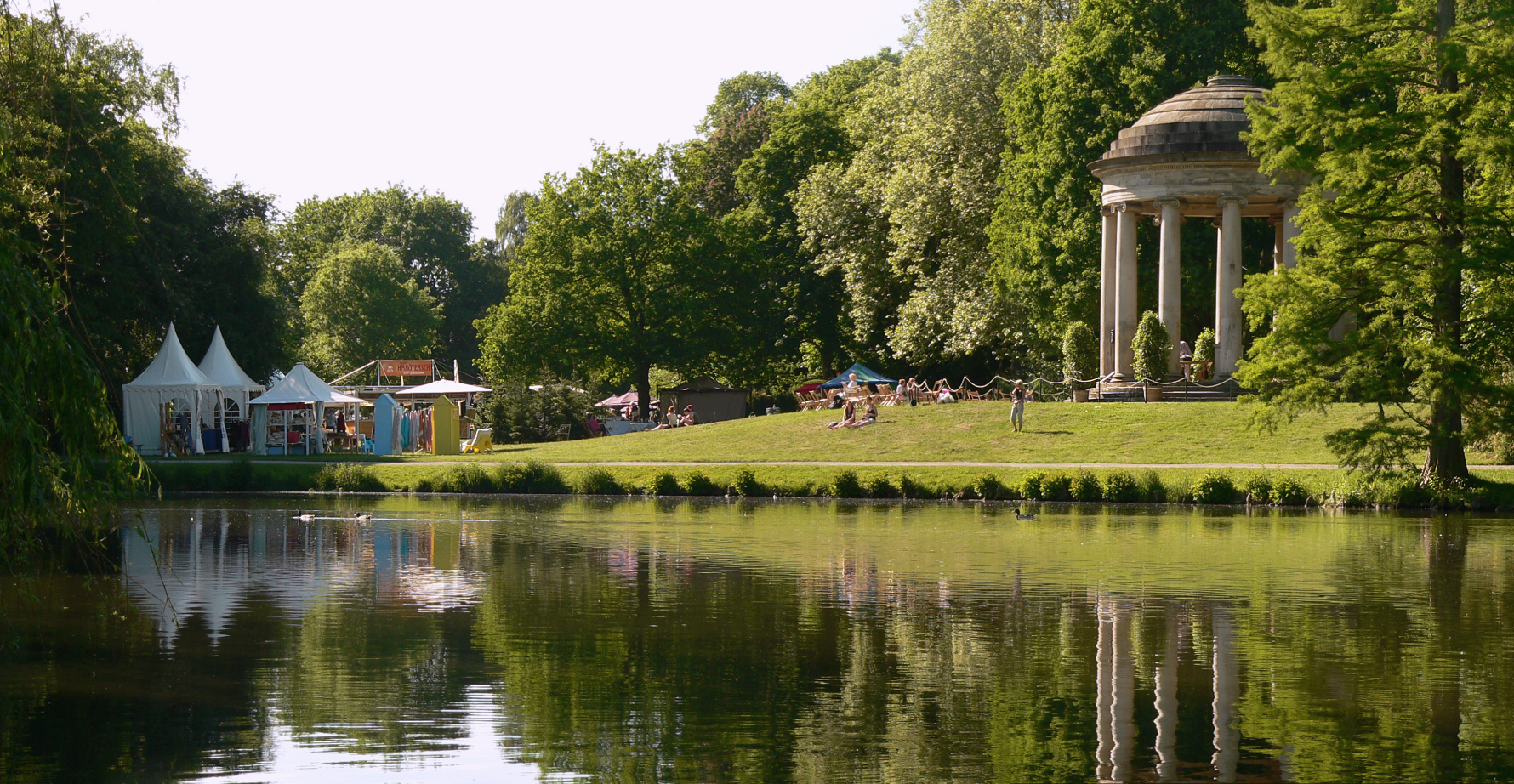
Gartenfestival Herrenhausen im Georgengarten, rechts der Leibniztempel
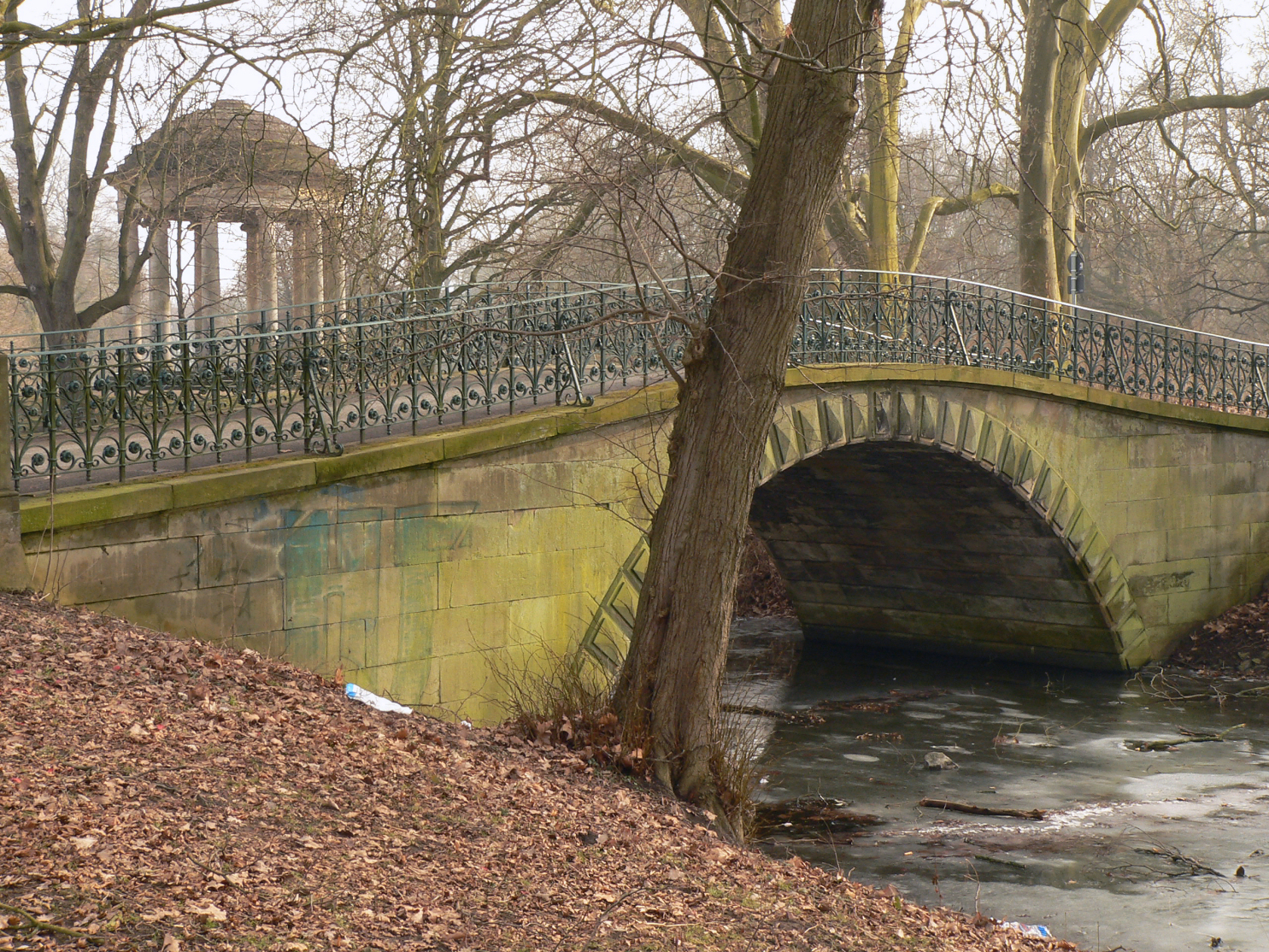
Augustenbrücke, im Hintergrund der Leibniztempel
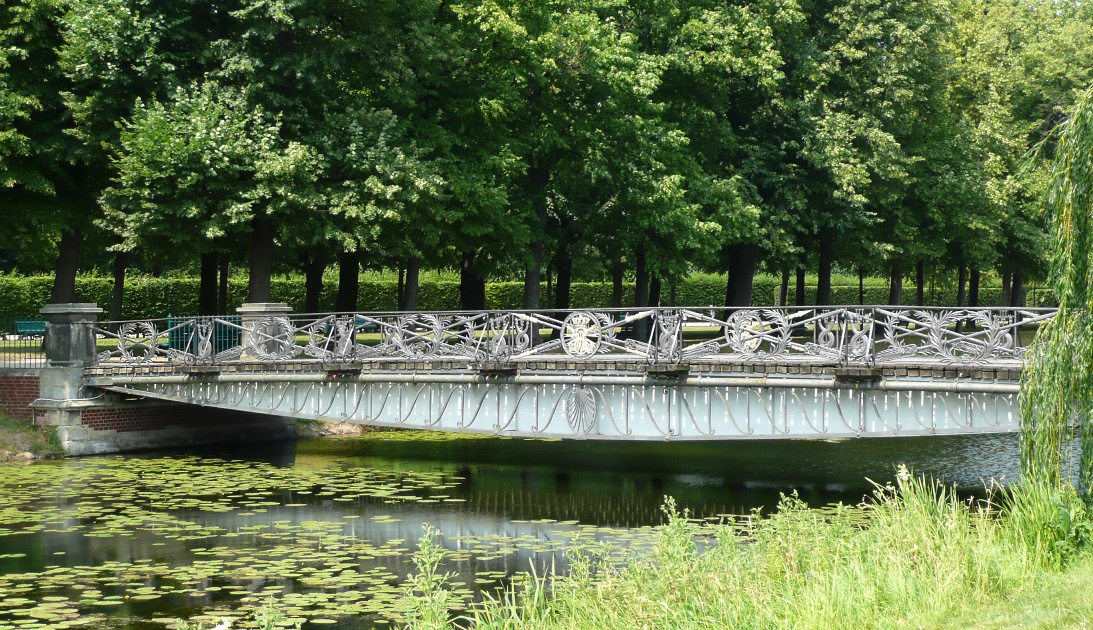
Friederikenbrücke zum Großen Garten
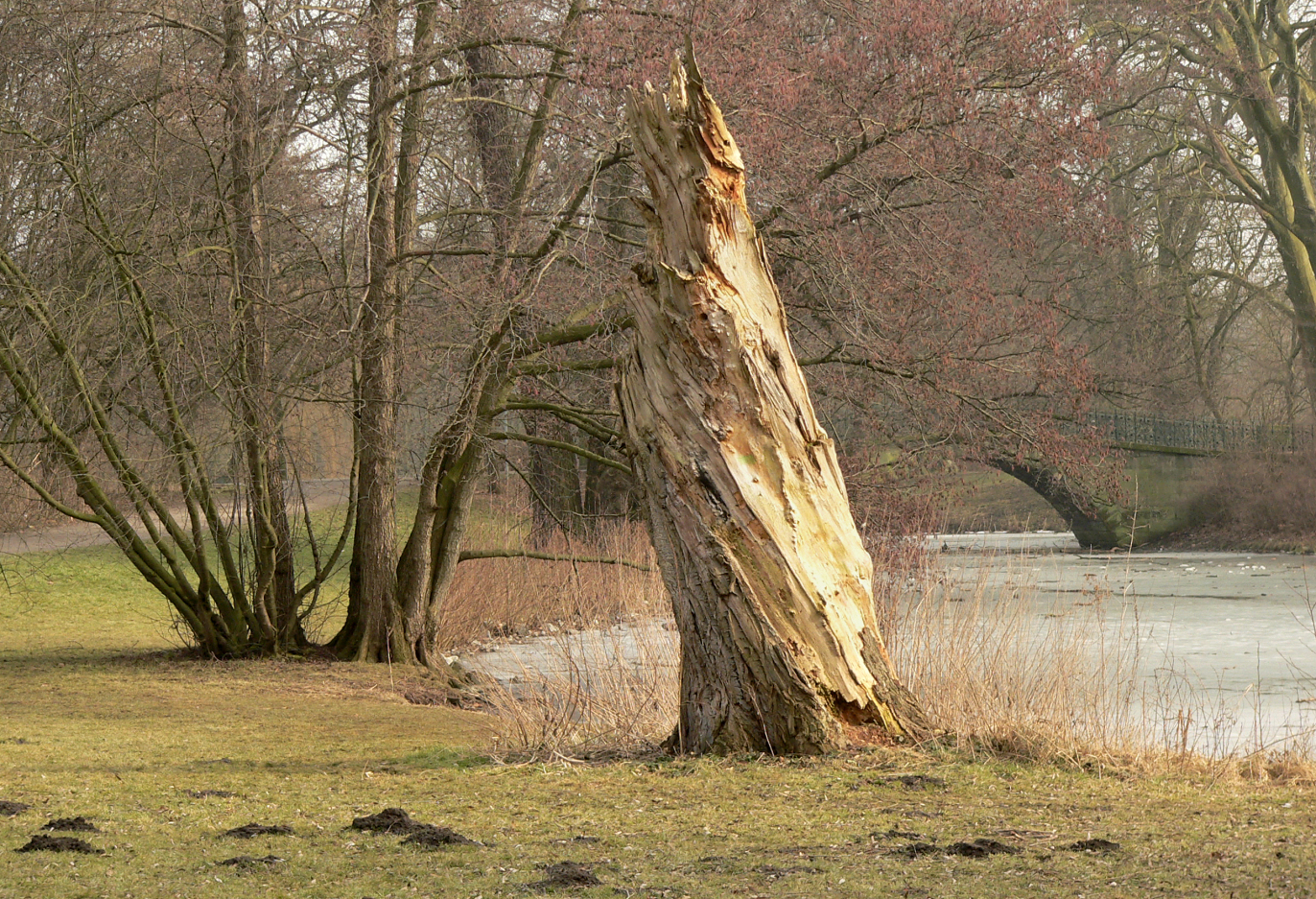
Totholz im Georgengarten
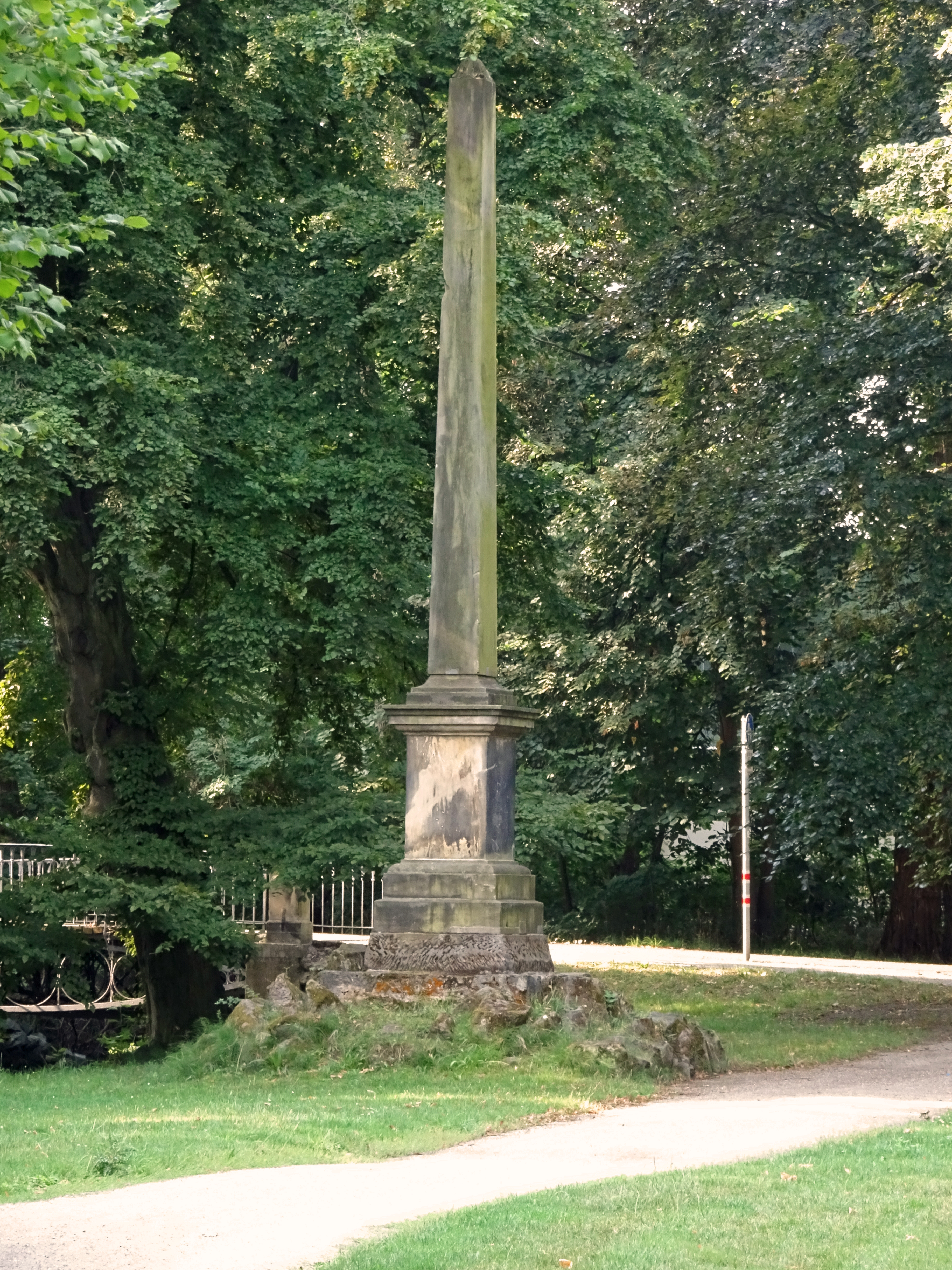
Der Hundestein, ein ca. 12 m hoher Obelisk (2018)

## Herrenhäuser Allee
Die fast zwei Kilometer lange Herrenhäuser Allee wurde 1726 als Verbindung zwischen der hannoverschen Altstadt und dem Herrenhäuser Schloss angelegt. Die aus vier Reihen Linden bestehende Allee bestand aus drei Wegen: der mittlere war Kutschen vorbehalten, jeweils ein äußerer Weg war für Reiter und Fußgänger bestimmt. Am Ende der Allee schuf Laves 1819 den Bibliothekspavillon als Blickfang.

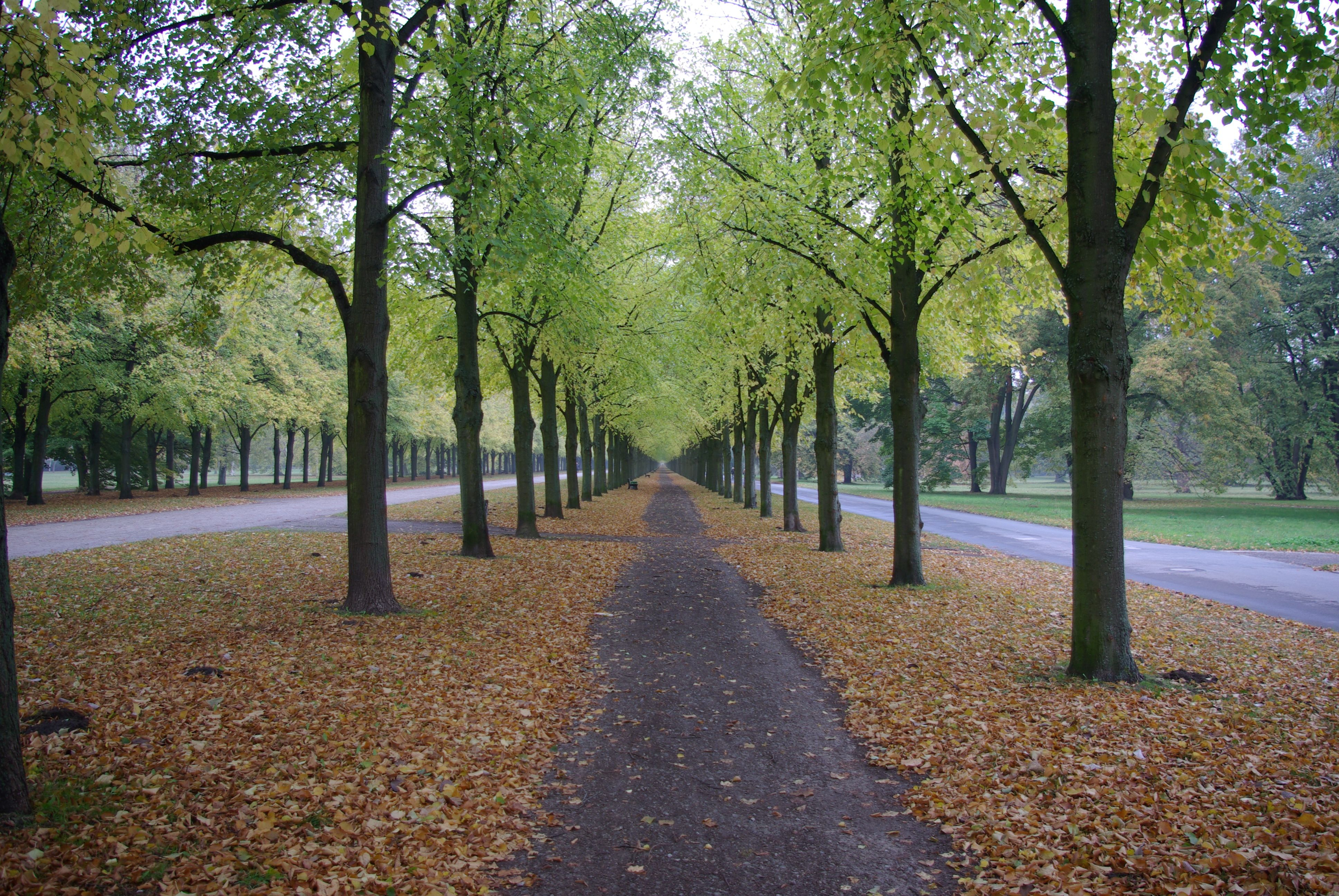
Herrenhäuser Allee

Der Bäckermeister und Getreidehändler Johann Gerhard Helmcke (1750–1824) rettete die Herrenhäuser Allee durch die Zahlung von 3.000 Talern vor dem Abholzen durch die napoleonische Besetzungsmacht, die einen Ersatz für nicht gezahlte Kontributionsstrafen forderte.
Die Herrenhäuser Allee erlitt im Zweiten Weltkrieg schwere Schäden. In der Nachkriegszeit wurde sie durch in den Boden eingesickerte Betriebsstoffe von Fahrzeugen der britischen Streitkräfte teilweise zerstört.
In den Jahren 1972 bis 1974 wurde die Allee durch Pflanzung von 1.300 Kaiserlinden vollständig erneuert. Die tatsächliche Länge betrug vor dem Neuaufbau etwa 1,87 km, was einer Seemeile entspricht und in der damaligen Zeit eine gängige Längeneinheit war.